# 先氏仿刺鎧蝦
先氏仿刺鎧蝦（学名：Munidopsis sinclairi）为鎧甲蝦科仿刺鎧蝦屬下的一个种。